# Анатахан
Анатахан — острів Північних Маріанських островів у Тихому океані, на якому розташований один із найактивніших вулканів архіпелагу. На сьогодні острів незаселений через постійну небезпеку вивержень вулканів. Анатахан знаходиться в 60 км на північний захід від Фараллон-де-Медінілья та 120 км на північ від Сайпана. Востаннє виверження на острові відбувалося між 2007 і 2008 роками, а також у 2003 році.

## Історія

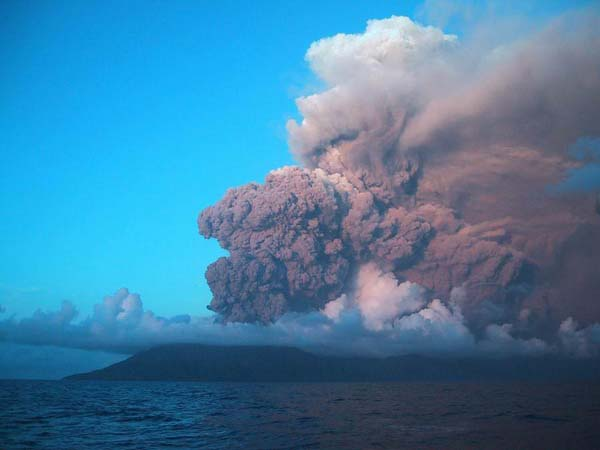
Виверження Анатахана 2003 року

Острів був вперше нанесений на карту європейцями наприкінці жовтня 1543 року іспанським дослідником Бернардо де ла Торре на борту карака Сан-Хуан-де-Летран, коли він намагався повернутися із Сарангані до Нової Іспанії. У той час острів був заселений чаморро. У 1695 році тубільців примусово переселили на Сайпан, а через три роки — на Гуам. За правління Іспанії були закладені кокосові плантації для виробництва копри, експорт котрої у 1884 році був приблизно 125 тонн.
Після продажу Північних Маріанських островів Іспанією Німецькій імперії в 1899 році Анатахан став частиною Німецької Нової Гвінеї. Однак до травня 1901 року острів був незаселений, а до 1902 року був зданий в оренду приватній фірмі Pagan Society, що належала німецькому та японському партнерам, для подальшого розвитку кокосових плантацій. Сильні тайфуни у вересні 1905 та вересні 1907 років знищили плантації та збанкрутували компанію, хоча згодом виробництво копри продовжилося у менших масштабах.
Під час Першої світової війни Анатахан потрапив під контроль Японської імперії і згодом управлявся як частина Південного Тихоокеанського мандату. У червні 1944 року 30 осіб, які вижили після аварії принаймні трьох японських кораблів, досягли Анатахана. Після капітуляції Японії у Другій світовій війні американці евакуювали з острова двох японців і 45 корінних жителів, але японці відмовилися вірити, що війна закінчилася, і втекли в глиб острова як японські воїни. До 1950 року тих, хто відмовлявся, очолила Казуко Хіга, яка була єдиною жінкою, що залишилася на острові. Хіга жила з гаремом з п'яти чоловіків, але після того, як одинадцять померли за нез'ясованих обставин, решта здалася в червні 1951 року. Засоби масової інформації зробили сенсаційну історію невдач як жахливу історію про секс і насильницьку смерть, і її зобразив у 1953 році Йозеф фон Штернберг у своєму фільмі «Сага про Анатахана». У 1954 році один із тих, хто вижив, Мітіро Маруяма, опублікував книгу «Острів нещасних Анатахан», у якій намагався спростувати більш жахливі звинувачення. Історія була відроджена в 1998 році японським письменником Каору Оно як роман «Клітка на морі», а у 2008 році Нацуо Кіріно як новела «Токіо-дзіма», яка стала фільмом у 2010 році
Після Другої світової війни острів перейшов під контроль Сполучених Штатів і був частиною Підопічної території ООН Тихоокеанських островів. З 1978 року острів входить до складу муніципалітету Північних островів Співдружності Північних Маріанських островів.
Острів був заселений до 1990 року, коли стався землетрус, який призвів до евакуації, і на острові тривала вулканічна активність, включаючи виверження у 2003 і 2008 роках.

## Географія

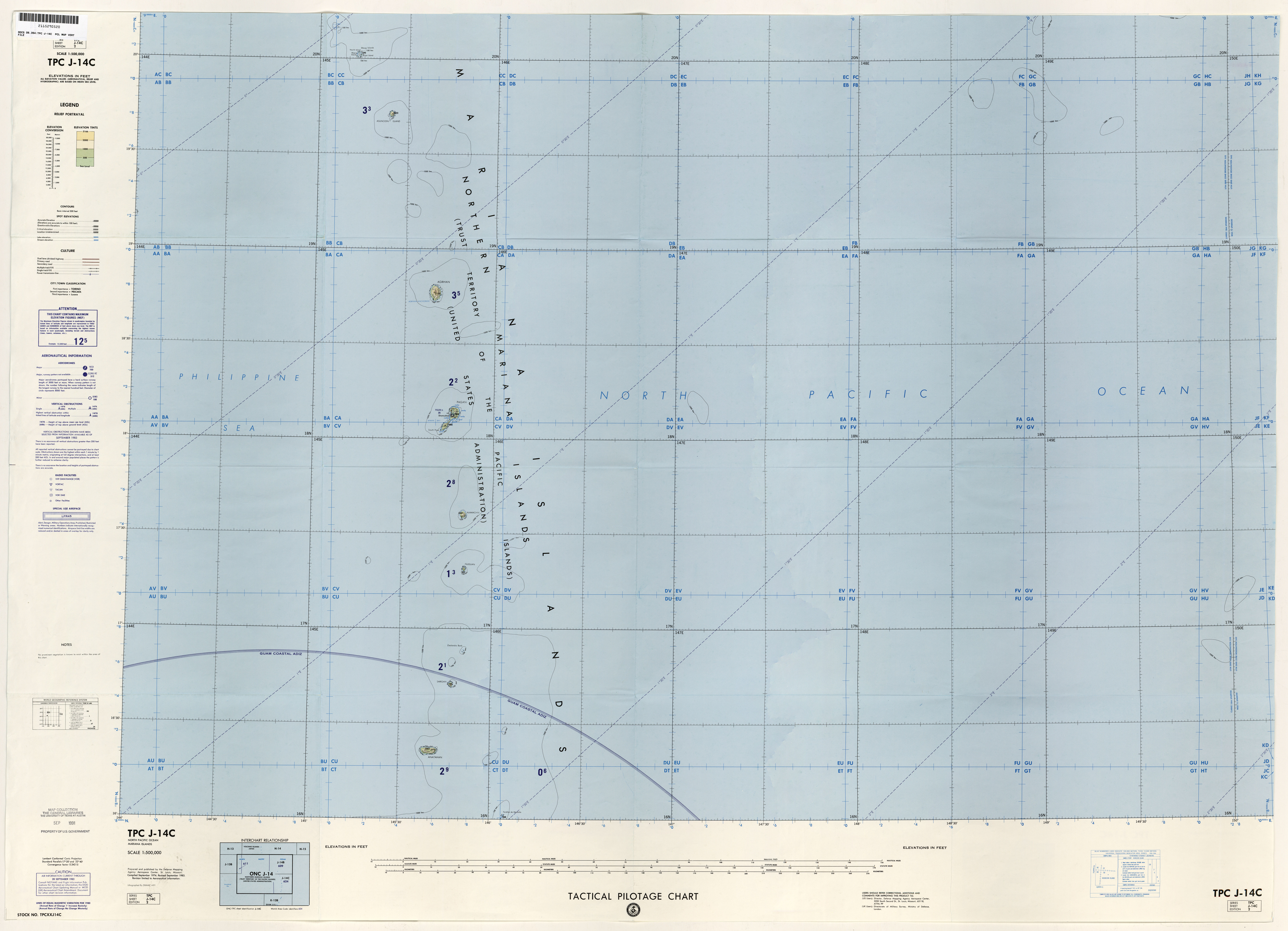
Карта з Анатаханом (DMA, 1983)

Анатахан має приблизно еліптичну форму, довжиною 9 км і шириною 4 км і площею 33,9 км2. Острів є вершиною стратовулкану, висота якого досягає 790 м над рівнем моря на найвищій вершині.
Вулкан увінчаний кальдерою, 2,3 км шириною, яка розділена на східну та західну частини, причому східна частина приблизно 250 м нижче, ніж західний. Рідкість рослинності в останніх потоках лави на Анатахані вказувала на те, що вони були голоценового віку. У квітні 1990 року жителі західного узбережжя острова були евакуйовані після того, як послідовні землетруси і активні фумароли вказували на те, що виверження може бути неминучим, але виверження в той час не відбулося. Ще один землетрус стався в травні 1992 року. Перше історичне виверження Анатахана відбулося в травні 2003 року, яке було вибуховим з VEI 4, утворивши новий кратер всередині східної кальдери та викликавши стовп попелу 12 км високий, що погіршило повітряне сполучення на Сайпан і Гуам.
Останнє виверження відбулося у 2007 році та тривало до 2008 року.